# 북극성 5호
북극성 5호는 북한의 SLBM이다.

## 역사
2021년 1월 14일, 노동당 제8차 당대회의 열병식에서 북극성-5A 라는 SLBM을 최초로 공개했다. 이날 공개된 북극성-5A는 북극성-4A에 비해 탄두 부분이 더 커졌다. 2020년 10월 10일 열병식 때와 달리 대륙간탄도미사일(ICBM) 사진은 공개되지 않아 이번 열병식에는 동원되지 않았을 가능성이 있다.

## 당대회
북한은 그동안 당대회를 열면서 열병식을 한 적은 없다. 이번이 역사상 최초인데, 바이든 행정부에 메시지를 보내는 것으로 이해할 수 있다.

## 크기
북극성-3형의 길이는 10m, 직경은 1.5m가량인데 북극성-4A형은 길이는 8~9m, 직경은 1.8~2m가량으로 추정된다. 그런데, 이번에 최초로 공개한 북극성-5A형은 북극성-4A형과 비교해 탄두가 더 커졌고, 직경도 더 굵어졌다. 길이 10 m, 직경 2 m 정도로 보이는데, 사거리 7400 km UGM-96 트라이던트 I의 크기가 길이 10 m, 직경 2 m 정도 된다. 북극성-4A형의 분석과 관련해, 일각에선 미국의 SLBM인 트라이던트-2와도 규모가 엇비슷한 것 아니냐는 관측까지 제기되었는데, 이번엔 그러한 북극성-4A형 보다 더 직경이 커져서, UGM-133 트라이던트 II에 더욱 근접해졌다고 볼 수 있다.
현재 미군이 사용하는 UGM-133 트라이던트 II는 455 kt 수소폭탄 8발을 장착한 게 일반형이며, 사거리 7600 km이다. 일반형에서 사거리를 연장하기 위해 수소폭탄 3발만 장착하면 사거리 13500 km이다.
북한은 계속해서 SLBM을 발사할 잠수함을 개발하고 있는데, '러시아 앞바다'라서 미국 잠수함이 작전하기를 꺼려한다는 러시아 캄차카반도 동쪽 베링해는 북한에서 대략 5000 km 떨어져 있다. 여기서 사거리 7400 km SLBM을 발사하면, 미국 동부 뉴욕, 워싱턴DC 타격이 가능하다. 베링 해의 서쪽은 러시아 캄차카반도, 동쪽은 미국 알래스카주인데, 러시아 앞바다에서 뉴욕까지 거리가 7000 km 정도 된다.
북극성-5A의 전체 길이는 북극성-4형보다 다소 늘어난 11m 안팎이 될 가능성도 있다.

## 같이 보기
- 대한민국의 SLBM 개발 사업